# Kazakh (cheval)
Pour les articles homonymes, voir Kazakh (homonymie).
Le kazakh est une ancienne race chevaline du Kazakhstan, censée être descendante du cheval sauvage d'Asie centrale. Il est habituellement monté ou bâté, et réputé pour son endurance et son pied sûr.

## Histoire

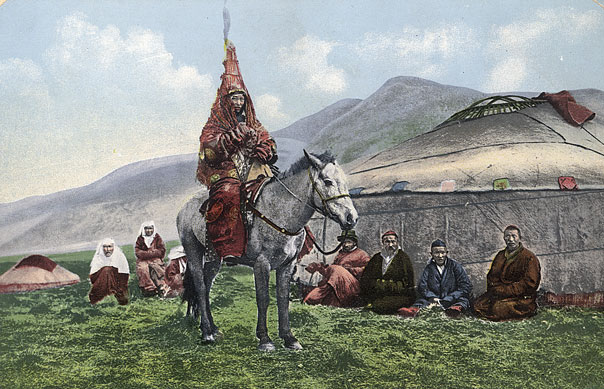
Femme Kazakh sur son cheval

Le kazakh est l'un des descendants du cheval sauvage d'Asie centrale. L'existence de ce petit cheval est attestée dans les steppes de son pays natal au moins depuis le Ve siècle. Depuis cette époque, la race a reçu des apports de sang pur-sang arabe, Karabair, Akhal-Teke et du cheval mongol. À la fin du XXe siècle, des croisements ont lieu avec le pur-sang anglais, le trotteur Orlov et le cheval du Don,. Désormais, le Kazakh ressemble à une version plus élégante du cheval mongol. La race est toujours élevée par les tribus nomades du Kazakhstan, bien que les croisements aient altéré la lignée traditionnelle de ce petit cheval

## Description
D'après CAB International (2016), le kazakh toise entre 1,37 m et 1,42 m en moyenne, ce qui le classe comme poney. La race est divisée en deux sous-types, l'Adaev et le Dzhab, ou Jabe. Le Dzhabe (ou Jabe) est élevé dans les régions du sud d'Aktubinsk. Il est un peu plus grand, la tête est lourde et l'encolure courte. Le dos est étroit. Les Dzhabes sont généralement bais ou alezans, avec parfois des marques primitives. Les Adaevs sont plus petits et plus typés pour la selle. La tête est plus légère, l'encolure plus longue et le corps compact. Les Adaevs ont reçu plus de sang de chevaux légers que le Dzhabe, ils sont de ce fait un peu moins adaptés à leur région,.

### Robe
Toutes les couleurs de robe sombre (bai, alezan et noir) ainsi que le gris sont représentés chez le Kazakh.
Les robes les plus répandues sont le gris, le palomino et l'alezan.

### Tempérament et entretien
La race s'élève en plein air intégral toute l'année. Elle est réputée pour avoir quelquefois des allures supplémentaires, et un trot très inconfortable. Cela ne l'a pas empêchée d'être utilisée pendant des siècles par les nomades qui en ont fait un cheval hardi et endurant.

## Utilisation
Le kazakh est généralement monté, ou bâté. Il est aussi élevé pour le lait et la viande,, la consommation traditionnelle de Viande de cheval étant importante au Kazakhstan.

## Diffusion de l'élevage
La race est surtout présente dans l'ouest du Kazakhstan, où il s'en trouve environ 300 000 représentants en 1989. Par ailleurs, l'ouvrage Equine Science (4e édition de 2012) le classe parmi les races de poneys peu connues au niveau international.